# Catedral de Santa Nedèlia
Santa Nedèlia (Света Неделя en búlgar) de Sofia és una de les catedrals que l'Església ortodoxa búlgara té a la capital de Bulgària; es troba sota l'autoritat directa de la diòcesi de Sofia.
Encara que es tracte d'un monument els inicis del qual daten possiblement del segle X (Santa Nedèlia va ser originàriament, per aquesta època, edificada amb pedra i fusta), és un temple que ha patit freqüents danys amb el pas dels segles, i ha estat destruïda en diverses ocasions i novament reconstruïda després.

## Història
Esmentada per primera volta per un viatger alemany, Stéphane Gerlach, l'any 1578, l'església esdevingué al segle xviii residència d'un bisbe. Conserva, des de l'any 1460, les restes del rei serbi (i sant) Esteve Uroš II Milutin; és per això que la rebatejaren a la fi del XIX com a església del Rei Sant (Свети-Крал), nom que dugué fins a principis del s. XX.
El 25 d'abril de 1856, l'església va ser derruïda completament per fer lloc per a un edifici de més envergadura, una catedral que feia 35,5 m de llarg i 19 m d'ample. Les obres de la nova catedral, a causa d'un terratrèmol que es va produir a la zona el 1858, es perllongaren fins a 1863, i fou inaugurada l'11 de maig de 1867 davant 20.000 persones.

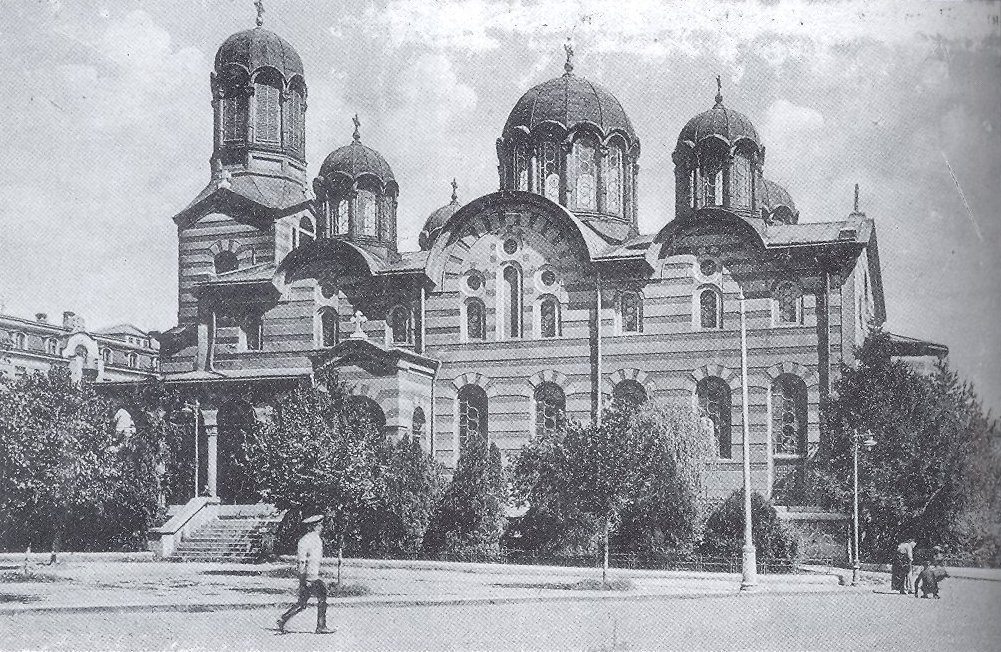
La catedral de Santa Nedèlia, el 1922, tal com era abans de l'atemptat

La catedral va ser renovada el 1898, i se li afegiren noves cúpules. Un exarca de l'Església oriental búlgara, Josep I, hi va ser enterrat al 1915.

### Atemptat de 1925 i reconstrucció
El 16 d'abril de 1925, la catedral va patir un atemptat amb bomba que pretenia matar el rei Borís III, amb el resultat de 128 persones mortes i l'edifici destruït. La reconstrucció no se'n va iniciar fins al 1927, i conclogué el 1933, en què fou novament inaugurada. El nou edifici feia 30 m de llarg, 15,5 m d'ample, i tenia una cúpula central de 31 m d'alçària. L'iconòstasi daurat, que havia sobreviscut a l'atemptat, va ser retornat a la nova catedral.
Les decoracions murals, les realitzà un equip dirigit per Nikolay Rostovtsev, entre 1971 i 1973. Posteriorment, el sòl va ser completament renovat i se'n va vernissar la columnata del nord. El 2000, la façana va ser rebaixada; i el 2002, s'hi instal·là un sistema electrònic per al repic automàtic de les onze campanes.

## Nom
L'origen del nom Sveta Nedèlia és prou fosc. Pot traduir-se com a «Diumenge Sagrat», «Santa Nedèlia», o fins i tot «Sant Doménec», depenent de l'etimologia que se'n prenga com a referència. Segons la pàgina web ortodoxa búlgara pravoslavieto.com, l'església va ser esmentada per un viatger alemany, Stefan Gerlach, el 1578, que va dir que la coneixia per diversos noms, entre aquests «l'església del Senyor» (en búlgar: Gospodnya Tsurkva) i «església de Jesucrist» (Tsurkva Isus Hristos); però, de forma més rellevant, pel nom grec de Kyriaki, que significa, literalment, «diumenge» (el dia de la setmana), que, al seu torn, deriva de Kyrios – «Senyor» (o siga, 'Doménec', o Kyriaki = «El dia del Senyor» i d'aquí l'«església del Senyor». Més encara, Kyriaki és també el nom d'una màrtir cristiana del segle iii, Ciríaca o Dominica de Tropea, coneguda en búlgar com Sveta Nedèlia (Nedèlia = «Dominica»). Així que, encara que semble hui que el seu nom es referisca al dia sagrat del diumenge, pot ser que originàriament es referira a la jove màrtir santa o, en últim terme, a Jesucrist.